# Вражливый, Василь
Васи́ль Вражли́вый (укр. Василь Вражливий; наст. имя и фам. Василий Яковлевич Штанько, укр. Василь Якович Штанько; 1903—1937) — украинский советский писатель, переводчик.

## Биография
Родился в многодетной семье крестьянина-середняка. Окончил сельскую школу, учился в Зеньковской и Полтавской гимназиях. По совету родителей поступил в агрономическую школу, но не закончил её, поддавшись влечению к литературному творчеству, которое под влиянием земляка А. Заливчего привлекало его с юных лет.
Печататься начал с 1923. Член Союза пролетарско-колхозных писателей «Плуг», затем вошёл в ВАПЛИТЕ, а после её
ликвидации — в «Пролитфронт».
Будучи другом Е. Плужника и Г. Эпика, Вражливый вместе с ними был причислен к одной «контрреволюционной организации». О своих политических взглядах на допросах после ареста 25 декабря 1934 в Харькове заявил: «Я не был ни в каких партиях, был просто националистом, я воспитанник Хвылевого, находился под его влиянием, и уже в 1927—1928 годах это определило мой дальнейший политический путь». После чего был признан членом «группы писателей-националистов с террористическими настроениями по отношению к вождям партии».
27—28 марта 1935 на процессе боротьбистов в Киеве Вражливый вместе с 16 другими обвиняемыми был осуждён выездной сессией Военной коллегии Верховного Суда СССР на 10 лет концлагерей. Отбывал ссылку на Соловках.
Постановлением тройки УНКВД по Ленинградской области повторно приговорен к расстрелу. Приговор приведён в исполнение 8 декабря 1937 года.
Реабилитирован посмертно в 1956.

## Творчество
Вражливый — прозаик не из «громких» и не из «эффектных» с точки зрения литературной техники. Он наблюдал и воспроизводил не парадную сторону жизни, а затенённую, незаметную и временами страшную, драматическую. Жизнь Вражливый описывал без мелодраматических надрывов, в объективной манере, не выказывая открыто ни своих эмоций, ни своего отношения, при этом заботясь о построении сюжета и естественной форме повествования.
В первый сборник «В овраге» (1924), изданный Союзом крестьянских писателей «Плуг», вошло всего четыре рассказа — «В овраге», «Раздорожье», «В лесу», «Тьма». В каждом из них — картины чёрной беды на селе в голодный год, которая гонит из дома на заработки или толкает на преступление, убийства.
Подобные сюжеты и во втором сборнике Вражливого «Земля» (1925). Психологически достоверный, жуткий рассказ «Волчьи Байраки» (позже он дал название сборнику 1929) — из жизни нищих. Персонажи живут в норах-землянках на окраине города, кормятся и одеваются на помойках. Одни сходят с ума, другие вырождаются.
В рассказы писателя врываются и события времён НЭПа. Так, в «Паштетной» бывшие «сильные мира», ища способы разбогатеть после революции, устраивают публичный дом под вывеской лавочки сладостей.
Остроактуальные проблемы воспитания беспризорных затрагивает Вражливый в рассказе «Жизнь белого дома», вышедшем отдельной книгой в 1927 г.
Ненавязчивая ироничность и «печальный тон» (последнее отмечали критики 1920-х гг.) — привлекательные черты повествования Вражливого. Для многих его произведений доминирующим мотивом стали человеческое милосердие и жестокость, порой немотивированная. Психологическим этюдом на эту тему является «Палата без номера», вошедшая во второе издание сборника «Молодость» (1929). На нескольких страницах разворачивается настоящая трагедия смертельно больного, одинокого учителя, жертвы прокурора-садиста.
Морально-этические проблемы — в поле зрения автора в рассказах «Молодость» и «Письмо другу». Их объединяет до определённой степени автобиографический момент, остроумные зарисовки студенческого быта — голодного и холодного. Есть здесь и нищие кварталы времён НЭПа — как контраст сыто-удовлетворённому существованию «нэпманов», и тайные преступления, и сплетни-пересуды.
В 1929 г. появилось едва ли не лучшее произведение Вражливого — повесть «Отец», помещённая в сборнике «Молодость» и вышедшая отдельным изданием. Для разработки социально-нравственных вопросов автор выбрал необычную, по крайней мере для украинской прозы 1920-х гг., ситуацию: сын попа становится революционером, после октября 1917-го — на партийной работе. Однако в центре внимания — не сын, а отец, глубоко страдающий от разлуки с сыном. И хотя его отречение от сана не является актом приспособления к обстоятельствам, всё же тайком он надеется, что сыновье сердце оттает. Лишённый средств к существованию, о. Василий живёт в сторожке почти на нищенском положении и, так и не дождавшись малейшего внимания от сына, кончает самоубийством. В 1930 г. опубликован русский перевод повести.
В начале 1930-х годов писатель едет в Казахстан. В 1932 появляются его очерки о Каспии — «Глубокие разведки». Поездки дали ему материал для повести «Победа» (1932) и романа «Дело сердца» (1933), в которых говорится о социалистическом строительстве в Казахстане, в частности о борьбе за нефть в Кара-Кугу на берегу Каспийского моря. Эти последние произведения Вражливого вполне вписываются в контекст лучших украинских, и не только украинских, так называемых «производственных романов» начала 1930-х годов: «Роман Межгорья» И. Ле, «Время, вперёд» В. Катаева, «Кварцит» О. Досвитного и др.
Среди переводов Вражливого — роман «Шагреневая кожа» Бальзака (1929).
Со стороны рецензентов в адрес Вражливого постоянно звучали мелкие придирки, распространённые тогда обвинения в «биологизме», во внимании к тёмным сторонам бытия.

## Избранная библиография
- В яру. — Х., 1924.
- Земля. — Х., 1925.
- Життя білого будинку. — Х., 1927.
- Батько. — Х., 1929.
- Вовчі байраки. — Х., 1929.
- Молодість. — Х., 1929.
- Шість оповідань. — Х.-К., 1930.
- Перемога. — Х., 1932.
- Глибокі розвідки. Нариси про Каспій. — Х., 1932.
- Справа серця. — Х., 1933.

### На русском языке
- Отец; [Палата без номера: Рассказы] / Пер. с укр. О. Гарцевой; Предисл. В. Державина. — М.—Л.: Гос. изд-во, 1930. — 134, [2] с.